# Aregunda
Arégonde, Aregund, Aregunda ou Arnegonda (em francês: Arnegonde de Worms; Worms, c. 515 - 573) foi a quinta esposa de Clotário I e mãe de Quilperico I de Nêustria. Irmã de Ingonda,, uma das outras mulheres de Clotário.

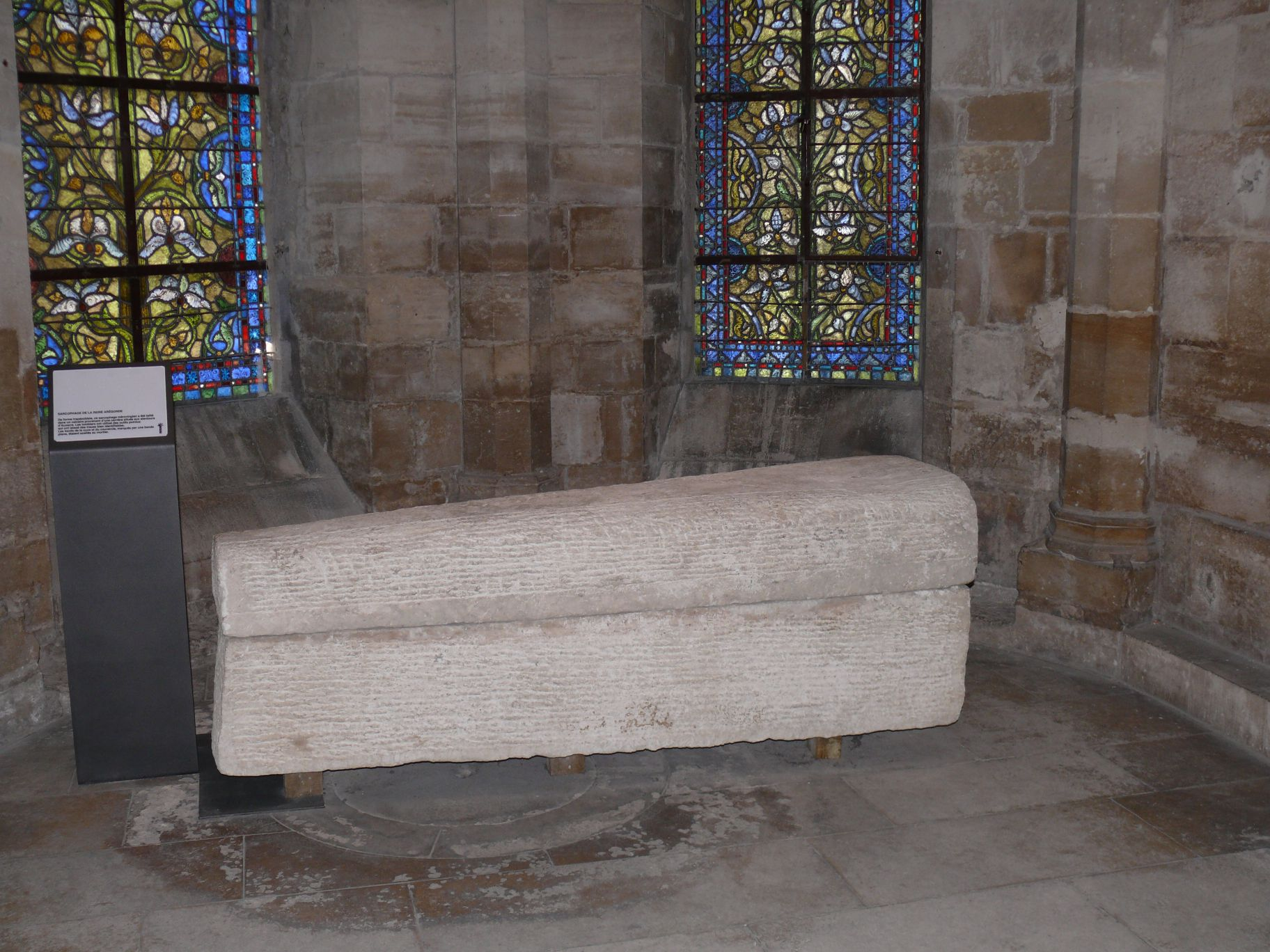
Sarcófago da rainha Arnegunda na Basílica de Saint-Denis.

Sua sepultura, entre dezenas de outras, foi encontrada em 1959 na Basílica de Saint-Denis pelo arqueólogo Michael Fleury. Continha roupa bem preservada e joias, as quais serviram para sua identificação.